# Richard Dudman
Richard Dudman (* 3. Mai 1918 in Centerville; † 3. August 2017 in Blue Hill) war ein US-amerikanischer Journalist.
Richard Dudman war einer von nur zwei Journalisten aus westlichen Ländern, denen der Premierminister von Demokratisches Kampuchea Pol Pot während seiner Regierungszeit jemals ein Interview gab. Im Dezember 1978 konnte er das abgeschirmte Land für zwei Wochen zusammen mit der amerikanischen Journalistin Elizabeth Becker bereisen. Am letzten Tag der Reise wurde das dritte Mitglied der Reisegruppe, der britische Wissenschaftler Malcolm Caldwell, im Gästehaus der Regierung in Phnom Penh erschossen. 
1970 wurde Richard Dudman von Vietkong-Soldaten nach Kambodscha verschleppt und dort 40 Tage gefangen gehalten. Über seine Gefangenschaft schrieb er ein Buch. Zusammen mit zwei weiteren Journalisten wollte er das geheime Hauptquartier der Vietkong im Grenzgebiet zwischen Vietnam und Kambodscha finden. Für 31 Jahre schrieb Richard Dudman für den St. Louis Post-Dispatch in Missouri. Er recherchierte und schrieb über den Aufstand von Fidel Castro in Kuba, über die Ermordung von John F. Kennedy in Dallas, über die gescheiterte Invasion auf Kuba, (Invasion in der Schweinebucht) und über die Watergate-Affäre. Er war ein erklärter Gegner von US-Präsident Richard Nixon.

## Leben
Richard Dudman wurde in Centerville im US-Bundesstaat Iowa geboren. Er studierte Journalismus an der Stanford University. Während des Zweiten Weltkriegs arbeitete er bei der US-Handelsmarine und befuhr in Konvois den Atlantik, um England mit kriegswichtigen Gütern zu versorgen. Nach dem Krieg schrieb er zuerst für die Denver Post und ab 1949 für den St. Louis Post-Dispatch. 1954 zog er in die Hauptstadt der Vereinigten Staaten Washington. An seinem letzten Arbeitstag als Büroleiter der Zeitung in Washington berichtete er über das Attentat auf Ronald Reagan. Auch nach seiner Pensionierung schrieb er weiterhin für den St. Louis Post-Dispatch und für den Bangor Daily News. Richard Dudman arbeitet 76 Jahre als Journalist. Seine letzten Jahre verbrachte er in Blue Hill, Maine.

## Gefangener der Vietkong
1970 berichtete Richard Dudman aus Vietnam. Dabei nahm er an mehreren Suchaktionen der amerikanischen Streitkräfte im kambodschanisch-vietnamesischen Grenzgebiet teil. Ziel der Operationen war es, die geheimen Waffenlager der Vietkong und deren Hauptquartier zu finden. Während dieser Operationen mit Hubschraubern wurden keine brauchbaren Spuren gefunden. Deswegen beschloss er, zusammen mit den beiden Kollegen Michael Morrow und Elizabeth Pond mit einem gemieteten Geländewagen das Grenzgebiet selber auszukundschaften. Die Fahrt endete an einer Straßensperre. Richard Dudman versuchte, das Fahrzeug zu wenden, aber es war zu spät. Das Fahrzeug wurde von Vietkong-Kämpfern umringt und die Insassen als Spione verhaftet. Die drei Journalisten wurden über die Grenze nach Kambodscha verschleppt und erst freigelassen, als sich herausstellte, dass sie keine CIA-Spione waren. Er schrieb mehrere Artikel über die Zeit seiner Gefangenschaft, welche er später in einem Buch mit dem Titel Forty Days With the Enemy zusammenfasste. Richard Dudman ist einer der wenigen Menschen der westlichen Welt, der das Leben der Vietkong in den geheimen Dschungelverstecken während des Vietnamkriegs kennenlernte.

## Reise nach Kambodscha
Nach der Eroberung von Phnom Penh am 17. April 1975 wurden alle verbliebenen westlichen Ausländer von den Roten Khmer nach Thailand ausgewiesen. Das Land isolierte sich nahezu komplett. Außer einer wöchentlichen Flugverbindung nach Peking gab es keinerlei Möglichkeiten, das Land zu betreten. Die Grenzen des Landes nach Thailand und Vietnam waren gesperrt. Nur über Berichte von Flüchtlingen in thailändischen Auffanglager kamen die Journalisten an Informationen über die Verhältnisse im Land. Die Roten Khmer hätten die Städte evakuieren lassen und das Land in ein riesiges Gefangenenlager verwandelt. Hunderttausende, wenn nicht Millionen wären im Genozid in Kambodscha ermordet worden. Eine unabhängige Bestätigung der Aussagen der Geflüchteten war nicht möglich. Nur einige wenige Journalisten aus sozialistischen Ländern durften das Land bereisen. Doch ihre Berichte wurden im Westen als unglaubwürdig eingestuft. Im Dezember 1978 bereiste er mit einer kleinen Gruppe auf Einladung der Regierung das Land. Die weiteren Mitglieder der Delegation waren Malcolm Caldwell und Elizabeth Becker. In den 14 Tagen fuhren sie mit einer Mercedes-Limousine durch 11 der 17 Provinzen des Landes. Der Mitarbeiter des Außenministeriums Thiounn Prasith (gesprochen Chun Pra Sit) und zwei bewaffnete Männer begleitete die Gruppe ständig. Die Reise wurde von Thiounn Prasith präzise geplant. Unabhängige Interviews konnten nicht gegeben werden. Alle Interviewpartner wurden von Prasith sorgfältig auserwählt. Es kam zu Gesprächen mit Ieng Sary und Pol Pot und verschiedenen Managern von Produktionsgenossenschaften, Fabriken und Schulen. Der britische Wissenschaftler Malcolm Caldwell wurde am letzten Tag des Besuchs von Unbekannten erschossen. Auf Richard Dudman wurde ebenfalls geschossen, aber die Kugeln verfehlten ihr Ziel. Die Gruppe befand sich am 22. Dezember 1978 in einem Gästehaus der Regierung in Phnom Penh, als mehrere vermummte Attentäter dieses stürmten. Wer die Ermordung angeordnet hat, ist bis heute unbekannt. Ein Attentäter wurde tot aufgefunden, ein Weiterer verhaftet, ein Dritter konnte entkommen. Wenige Tage nach ihrem Besuch begann die Invasion der vietnamesischen Armee und beendete die Herrschaft der Roten Khmer. Elizabeth Becker und Richard Dudman konnten am 23. Dezember 1978 nach Peking ausreisen. Sie wurden vom späteren Botschafter der Roten Khmer in New York Thiounn Prasith begleitet und übergaben die Leiche Malcolm Caldwells an die britische Botschaft in Peking.
Richard Dudman veröffentlichte am 15. Januar 1979 einen mehrseitigen Artikel in der St. Louis Post-Dispatch. Er bestätigte die Aussagen der Flüchtlinge, dass die Roten Khmer die Städte entvölkert hatten und das Land in ein gewaltiges Arbeitslager verwandelt hatten. Auch den Zwang zum gemeinsamen Essen bestätigte er und die Abschaffung von Geld und Märkten. Unterernährung und Hungersnöte, systematisches Morden und Zwangsarbeit konnte oder wollte Richard Dudman nicht bestätigen. Er schrieb über gewaltige Wohnungsbau- und Bewässerungsprojekte. Auch über den Bau einer neuen Eisenbahnlinie von Kampong Som nach Phnom Penh berichtete er. Die Roten Khmer würden versuchen, den Familien einfache, aber geräumige Häuser zur Verfügung zu stellen. Die Bevölkerung hätte einen zufriedenen Eindruck gemacht. Bewaffnete Kämpfer hätte er in den Produktionsgenossenschaften nicht beobachten können. Nur an der Grenze zu Vietnam wäre die Gruppe von bewaffneten Soldaten begleitet worden. Das Land hätte einen friedlichen und fortschrittlichen Eindruck erweckt und die Lage der Bevölkerung hätte sich massiv verbessert seit seinen letzten Besuchen im Land. Er schätzte, dass sich zwischen 20.000 und 30.000 chinesische Berater im Land befunden hätten. Einwände, dass die Reise bis ins letzte Detail von Thiounn Prasith durchorganisiert gewesen war und man der Gruppe nur das zeigte, was sie sehen sollte, ließ er nicht gelten. Durch die langen Fahrten durch das Land hätte er schon die Lage beobachten können. Ihm wäre aufgefallen, wenn die Bevölkerung von den Roten Khmer unterdrückt worden wäre. Er gab aber zu, dass er nicht in der Lage gewesen war, unbeobachtete Interviews mit freigewählten Interviewpartnern zu führen. Richard Dudman vermutete nicht, dass Pol Pot hinter der Ermordung von Malcolm Caldwell steckte. Pol Pot hätte vor der Ermordung Malcolm Caldwell ein privates Gespräch zugestanden. Der Wissenschaftler wäre euphorisch von dem Termin in das Gästehaus zurückgekehrt. Er hätte keinerlei Anzeichen gezeigt, dass es zwischen ihm und Pol Pot zu einem Streit gekommen wäre. Er vermutete eher, dass es das Ziel der Ermordung war, das Regime von Pol Pot bloßzustellen. Thiounn Prasith hätte nicht den Eindruck erweckt, in die Angriffspläne eingeweiht gewesen zu sein. Auch hätten die Roten Khmer erst nach 90 Minuten auf den Angriff reagiert. Dudman und Becker hatten sich während der Zeit im Gästehaus versteckt. Wäre es der Plan der Führung der Roten Khmer gewesen, die westlichen Ausländer zu ermorden, hätten sie vor und nach dem Angriff genügend Möglichkeiten gehabt, dies zu tun.